# تاتارسك
تاتارسك (بالروسية: Татарск) هي إحدى مدن روسيا في الكيان الفدرالي الروسي نوفوسيبيرسك أوبلاست.